# Nørre Vissing
Nørre Vissing er en landsby i Østjylland med 210 indbyggere i byområdet (2021). Nørre Vissing er beliggende mellem Ravnsø og Herningmotorvejen fire kilometer sydøst for Låsby, seks kilometer sydvest for Galten og 26 kilometer vest for Aarhus. Byen hører til Skanderborg Kommune og er beliggende i Region Midtjylland.
Landsbyen hører til Veng Sogn, og Nørre Vissing Kro ligger i byen.